# László Magyar
László Magyar   (4t districte de Budapest, 30 de març de 1936) fou un nedador hongarès, especialista en esquena, que va competir durant la dècada de 1950.
El 1956 va prendre part en els Jocs Olímpics d'Estiu de Melbourne, on quedà eliminat en semifinals en els 100 metres esquena del programa de natació.
En el seu palmarès destaquen dues medalles de plata al Campionat d'Europa de natació, el 1954 en els 100 metres esquena i el 1958 en els 4×100 metres estils. També va guanyar vuit campionats nacionals d'esquena i va establir diversos rècords nacionals.